# Kvindernes kamp for organisering og ligeløn
Kvindernes kamp for organisering og ligeløn er en dokumentarfilm instrueret af Mikael Olsen efter manuskript af Annette Eklund Hansen.

## Handling
Kvinder får lavere løn end mænd, og der er også mere arbejdsløshed blandt kvinder. Det er oftest kvinderne, der laver mest i hjemmet og passer børnene, når de er syge. Kvinder udgør 48% af LO's medlemmer, men sidder kun på 10% af tillidsposterne. Kvinder fik valgret i 1915, men udgør kun 1/3 af Folketingets medlemmer. Kravet er lige løn for lige arbejde. Med udgangspunkt i et par konkrete sager udtaler nogle kvinder sig, peger på problemerne – og lægger op til debat.